# HAT-P-3 b
HAT-P-3b는 큰곰자리에 있는, 지구에서 약 457 광년 떨어진 HAT-P-3을 돌고 있는 외계 행성이다. 이 행성은 통과법을 사용, HATNet 프로젝트를 통해 발견되었다. 발견 방법 덕분에 이 행성의 질량과 반지름 값은 정확하게 알려졌다. 질량은 지구의 약 75배로, 중심핵에는 무거운 원소들이 존재하며 이 구조는 HD 149026 b와 유사하다.

## 같이 보기
- HAT-P-1b
- HATNet 프로젝트
- HD 149026 b

## 참고 문헌
1. ↑  G., Torres (2007). “HAT-P-3 b: A heavy-element rich planet transiting a K dwarf star”. 《ApJL》. arXiv:0707.4268.